# Фучки
Фучки (хорв. fučki) — субэтническая группа хорватов, населявшая северную часть полуострова Истрия в Хорватии (на границе со Словенией). Наряду с фучками хорватское население Истрии представлено также группами истрян, безьяцев, влахов, морлахов и чичей. От других групп хорватов фучков отличали в основном диалектные особенности. В быту фучки использовали говоры бузетского диалекта чакавского наречия. Данных о том, сохраняют ли фучки региональное самосознание и этнокультурные особенности к настоящему времени нет.

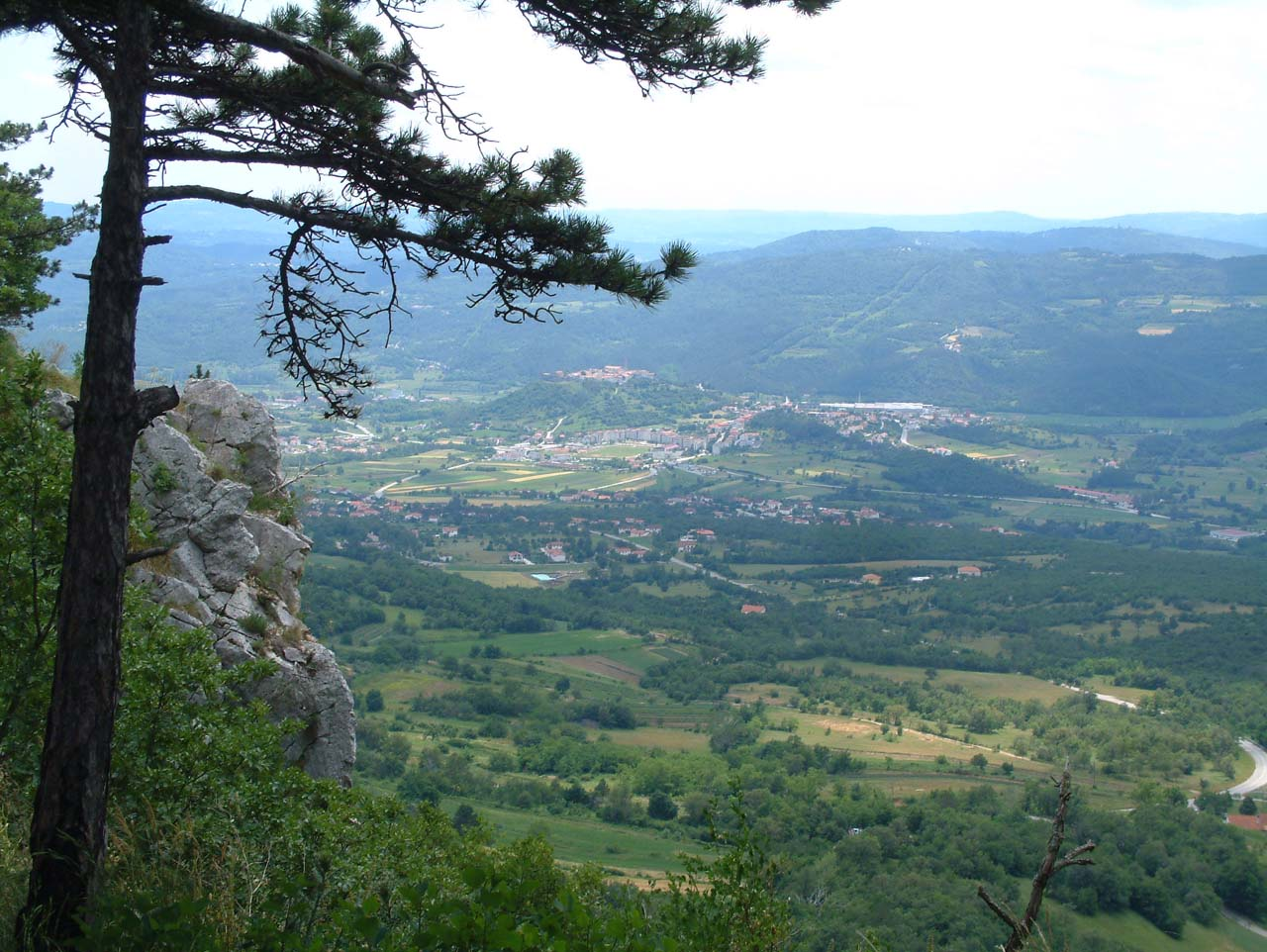
Окрестности города Бузета

Ареал Бузетский диалект на карте чакавских диалектов Истрии

## Происхождение и область расселения
Основу субэтнической группы фучков предположительно составили потомки самого раннего славянского населения Истрии. Позднее в этот субэтнос вошли также и другие компоненты — чакавско-штокавские переселенцы и, вероятно, истрорумыны.
Область расселения фучков — так называемый Бузетский край, который находится в хорватской части Северной Истрии в окрестностях города Бузета. К северу от ареала фучков расселены словенцы, к юго-востоку — чичи, представители субэтнической группы хорватско-истрорумынского происхождения. К югу от фучков жили безьяцы, потомки древнего хорватско-чакавского населения Истрии. Кроме того, в южной и восточной частях Истрии были также расселены хорваты таких субэтнических групп, как истряне, представлявшие автохтонное население полуострова, а также влахи и морлаки, потомки переселенцев из Далмации романского происхождения. По сообщению словенского историка С. Рутаря, изучавшего в конце XIX века население полуострова Истрия, границу между словенцами и хорватами в этом регионе было провести довольно сложно, поскольку диалекты словенского языка плавно перетекали в диалекты хорватского языка. Ранее, по его словам, к словенцам причисляли всех истрийских славян, в диалекте которых сохранялась форма местоимения kaj «что», так называемых «кайкавцев». Так, в 1861 году среди прочего кайкавского населения были отмечены фучки — 10 485 человек в Бузетском крае и 8032 человека в Пртольском деканате. Позднее, с 1890 года жителей селений Бузетской общины и самого города Бузета стали относить в переписях к хорватам.

## Диалектные особенности
Бузетский, или горномиранский, диалект, на котором говорили фучки, относится к чакавскому наречию. Со всех сторон, кроме северной, бузетский ареал окружён ареалами других диалектов чакавского наречия: к западу от ареала бузетского диалекта расположен ареал южночакавского диалекта, к югу и востоку — ареал северночакавского диалекта, к северо-востоку — ареал среднечакавского диалекта. С севера к бузетскому ареалу примыкает наряду с ареалом говоров юго-западного истрийского диалекта также ареал словенского языка (область распространения шавринских говоров истрийского диалекта приморской группы). К особенностям бузетского диалекта относят произношение на месте праславянской ě («ять») гласной ẹ и наличие формы местоимения kaj «что» (в остальных чакавских диалектах распространена форма ča). Ряд признаков, включая и форму местоимения kaj, сближают бузетские говоры с соседними словенскими диалектами. Форма kaj также является яркой отличительной чертой кайкавского наречия. Вероятно, из-за подобного сходства бузетский ранее ошибочно считался либо словенским диалектом, либо смешанным кайкавско-чакавским диалектом с преобладанием черт кайкавского наречия.
Ареал бузетского диалекта образует относительно небольшую компактную территорию, в то время как соседние с ним чакавские диалекты имеют более широкое распространение. Особенности речи небольшой группы хорватов Бузетского края на фоне диалектов более распространённых по численности чакавско-хорватских групп послужили обособлению бузетской группы и появлению её названия. Считается, что название «фучки» возникло из-за специфического сочетания в речи представителей данной субэтнической группы шипящих и свистящих звуков.